# ورونیکا آریختوا
ورونیکا آریختوا (انگلیسی: Veronika Arichteva؛ ‏ ۲۰ مهٔ ۱۹۸۶) بازیگر اهل جمهوری چک است. وی از سال ۱۹۹۰ میلادی تاکنون مشغول فعالیت بوده‌است.
از فیلم‌هایی که وی در آن‌ها نقش داشته است، می‌توان به هابرمان، ساختمان پزشکان در باغ رز و پراگ اشاره نمود.